# Edox
EDOX — швейцарская часовая компания, выпускающая наручные швейцарские часы класса «medium-luxury» под торговой маркой EDOX. Основана в 1884 году, Кристианом Руфли-Флури в городе Биль в Швейцарии.

## Коллекция
Коллекция компании состоит из нескольких направлений: Grand Ocean, Sports Instruments, Art of Watchmaking, Style & Elegance. Компания EDOX также является партнером международного чемпионата по ралли WRC и международного чемпионата по гонкам на скоростных катерах Класс 1, а также компании Koenigsegg.
История основания компании
Кристиан Руфли-Флури — основатель компании, являлся потомственным часовщиком. В 1884 году он открыл небольшую фирму, сделать это уговорила его жена Ева-Мария, которая была очарована подаренными мужем карманными часиками. Именно жена убедила мужа в том, что такой товар будет иметь успех. Компанию назвали Edox, что в переводе с греческого означает «час». В 1900-м году в качестве логотипа Edox стало использоваться изображение стеклянных песочных часов, выбранных в качестве символа вневременного духа компании.
Дальнейшее развитие
Все-таки великие бренды делают великие предприниматели, а не изобретатели. Так произошло и с маркой Edox, в 1921 году компания перешла в руки энергичного предпринимателя Роберта Кауфмана, который ускорил её развитие, превратив в акционерное общество. Ключевым решением Кауфмана было то, что он отказался от производства карманных часов, а перешел полностью на производство наручных часов.
Edox развивалась и после Второй мировой войны, число работников компании превысило 500 человек, а в 1955 году был переезд компании в более большие производственные помещения, фабрика стала одним из самых современных предприятий в Швейцарии. Высокотехнологичное оборудование позволяло выпускать часы с высоким уровнем водозащиты, именно это и стало коньком компании.
Мировая известность
Известность бренду пришла в 1960-х годах, когда во главе компании встал Виктор Флури-Льешти. В 1961 выходят знаменитые часы серии Delfin. Эти часы заложили новые стандарты прочности и водозащиты, благодаря своим эксклюзивным герметичным защитным прокладкам и особому корпусу.
В 1963 год часы Edox Hydrosub стали мировым бестселлером благодаря своей прочности и водозащите до 500 метров. В 60-е это было поистине революционным новшеством. Edox становится брендом, с именем которого связывают самую прочную водозащиту.
Флури-Льешти инвестировал большие суммы в разработку технических нововведений и повышение квалификации часовщиков. Расширение сферы деятельности привело Edox к мировой известности.
Слава и развитие
Кварцевая технология много поменяла и для Edox эти изменения были в лучшую сторону. В 70-е годы производство растет из года в год, а качество кварцевых механизмов неизменно улучшается. Edox изобретает универсальные часы Geoscope, которые отображают время в нескольких часовых зонах одновременно, а также местное время обладателя часов Edox.
Всемирная слава пришла к Edox после разработки ультратонких механизмов, толщина которого всего 1,4 мм. В 1998 г. — была выпущена самая популярная коллекция Les Bemonts, которая в том же году завоевала несколько наград на престижных международных часовых выставках. 2004 г. — В честь своего 120-летнего юбилея марка Edox выпустила модель Les Bemonts с механизмом репетира.
Накопив 120-летний опыт и знания, сегодня Edox представлена на пяти континентах и в более чем 70 странах мира. И для многих людей во всем мире часы Edox стали одной из составляющих особого стиля жизни.
Гордясь своей семейственностью и мудрым управлением в наши дни, компания Edox активно поднимает свой имидж всемирно известной марки с эксклюзивным дизайном и оптимальным соотношением качество-престиж-цена. Безусловно, эта динамично развивающаяся на протяжении многих лет марка не остановится на достигнутом и продолжит своё движение вперед, радуя новыми шедеврами часового искусства своих почитателей во всем мире.
Некоторые даты:
1961 год. Очередной технологический прорыв, который выразился в разработке противоударного механизма и двойной защиты заводной коронки, позволил создать оригинальную модель под названием Delfin. Эти часы имели водозащиту 200 метров.
1965 год. Модель HYDROSUB. Водозащита — 500 метров!
1983 год. Разгар кварцевых технологий. Часовщики Швейцарии переживают глубокий кризис. Директором Edox становится Виктор Страмбини. Компания перебирается из Гранжа в Женеву.
1988 год. Новинка от Edox — ультратонкие часы с календарём из коллекции Les Bemonts. Толщина механизма — 1,4 мм. На сегодняшний день ещё никому не удалось повторить знаменательный успех часовщиков компании.
2006 год. Эпоха новых материалов и прогрессивных технологий. В спортивных моделях продукции Edox можно встретить титановые сплавы, кованый карбон и даже керамику. Водозащита остается по-прежнему очень высокой — 500 метров. В этом же году Edox становится официальным таймкипером спортивных соревнований скоростных катеров в водных гонках Class-1. Затем было патронирование экипажа из Катара с выделением спонсорской помощи для участия в соревнованиях. Dubai International Marine Club заключает с Edox соглашение о партнерстве и объявляет швейцарцев своим официальным таймкипером. Сотрудничает с Edox и Рассел Кутс, проектировщик 44-футовой красавицы Sea Dubai, готовящейся к старту 33-го America`s Cup.
2009 год ознаменовался выставкой BaselWorld 2009. На ней были представлены лучшие работы часовщиков и ювелиров всех континентов. Одной из изюминок Edox была признана эксклюзивная (всего 500 единиц!) модель под названием SEA DUBAI из коллекции GRAND OCEAN.
2010 год — В Базеле представлена коллекция WRC.
Компания Edox является также официальным хронометристом гонок WRC — это Всемирный чемпионат по ралли. В этой коллекции есть модель с механизмом 36001, который специально был разработан для автомобильного хронографа. Часы WRC — это не только точность, это надежность, способность противостоять жестким внешним воздействиям, что абсолютно точно соответствует концепции Edox.
Компания является спонсором Кристиана Редла — мирового рекордсмена по свободному погружению без акваланга.
2012 — Edox становится официальным хронометристом ралли рейда Дакар (Dakar Rally Raid).
Edox была официальным хронометристом ралли-рейда Дакар (Dakar Rally Raid) в 2012, 2013 и 2014 годов.
2016 — Швейцарский производитель часов Edox и Sauber объявили о начале сотрудничества — компания получит статус официального часового партнера команды. «Мониша Кальтенборн», руководитель Sauber: «Мы рады объявить о начале сотрудничества со столь престижной компанией. У Edox и Sauber много общего — обе компании начинались как семейный бизнес в Швейцарии, в своей работе они стремятся к эффективности, точности, высоким технологиям, первоклассному дизайну, постоянному развитию и оптимизации производственных процессов».